# Comté de Palo Alto
Pour les articles homonymes, voir Palo Alto (homonymie).
Le comté de Palo Alto est un comté de l'État de l'Iowa, aux États-Unis.